# 豚肉

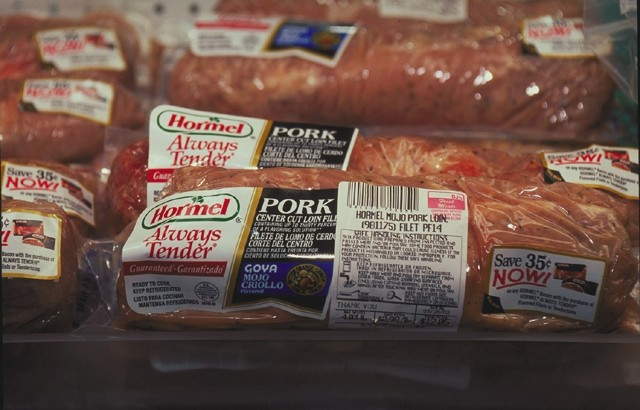
店頭に並べられる豚肉

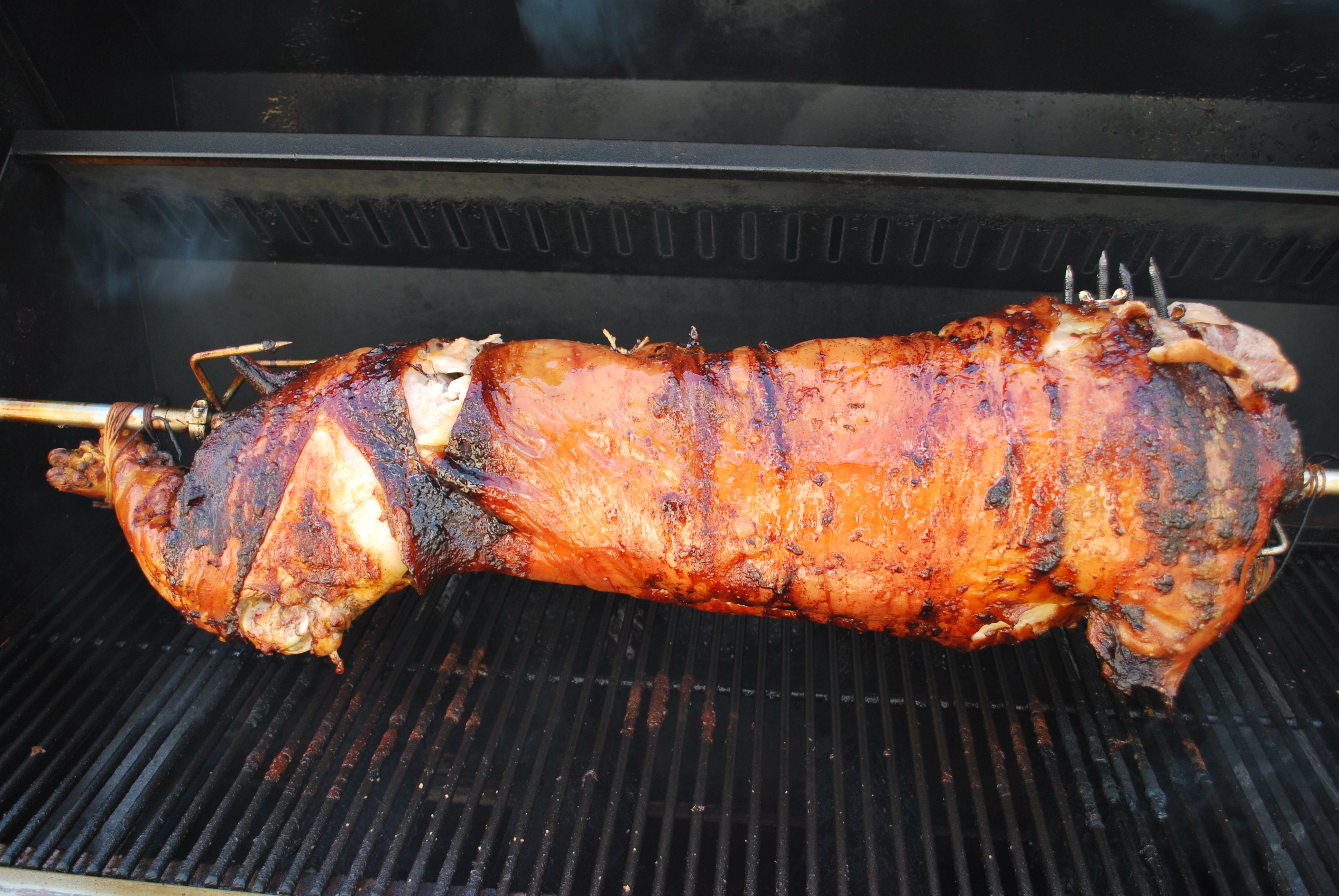
豚の丸焼き

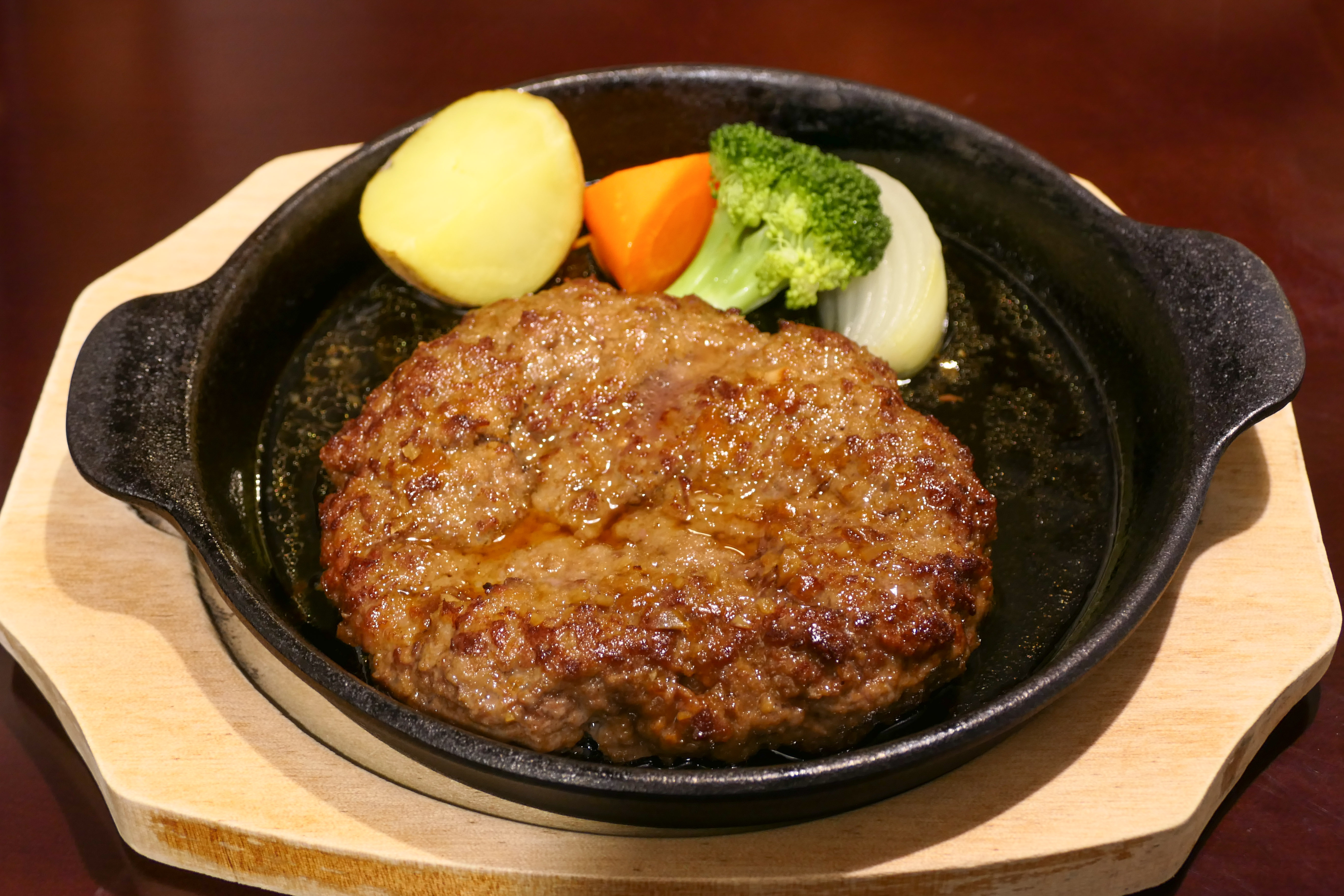
豚肉をミンチにし、丸めて焼いた肉（ハンバーグ）

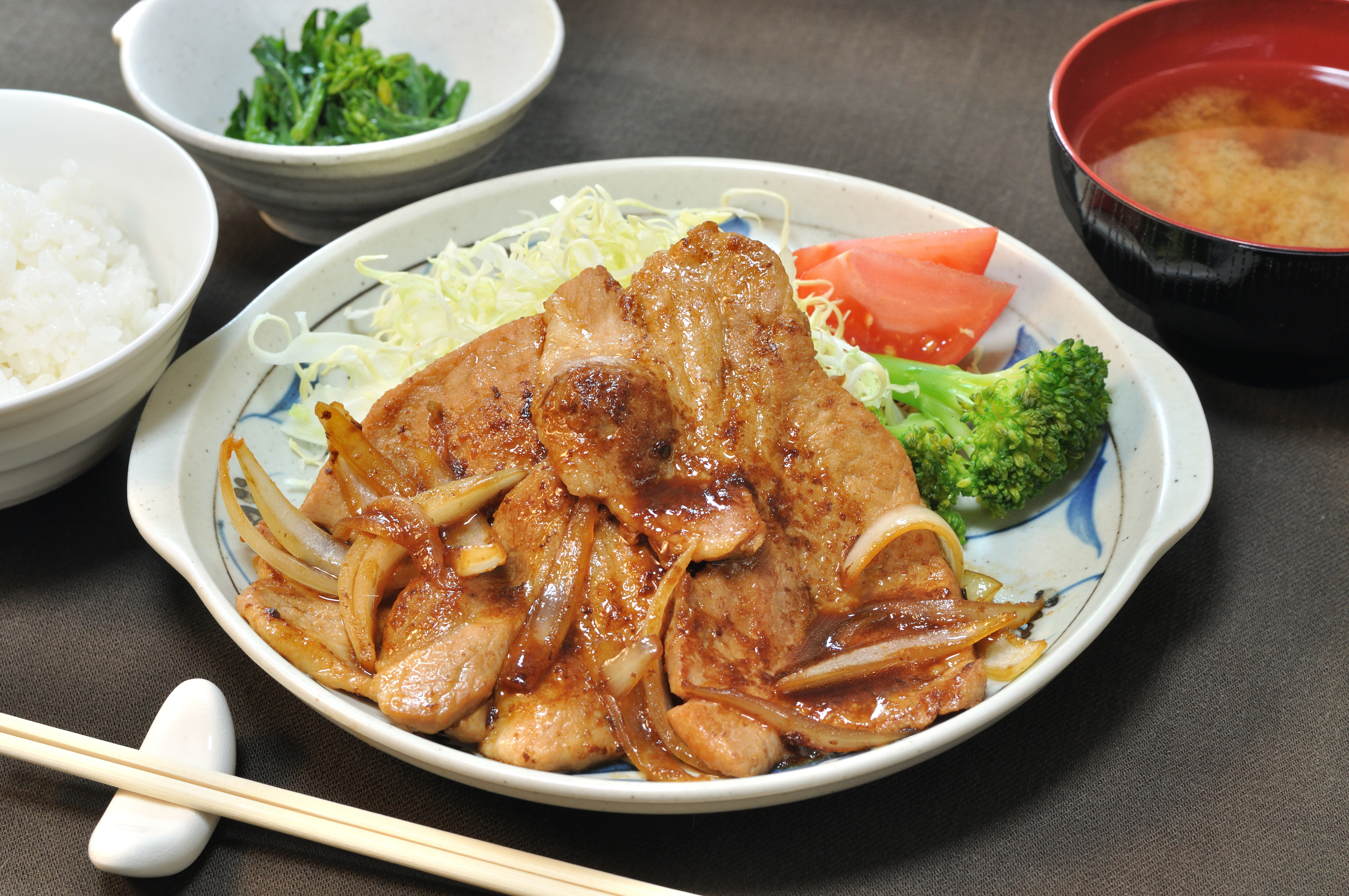
ショウガのタレに漬け込んで焼いた肉（豚の生姜焼き）

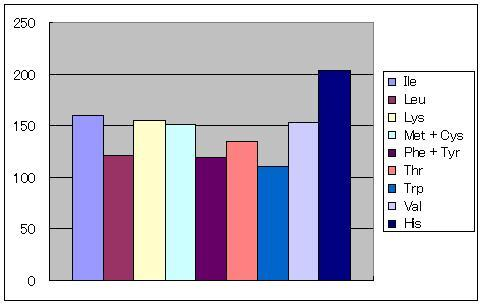
豚肉のアミノ酸スコア

豚肉（ぶたにく、とんにく）とは、食肉にされる豚の肉。ポーク（英語: pork）とも呼ばれる。ブラジルでポルコ（ポルトガル語： porco）も呼ばれる。

## 日本での歴史
日本では弥生時代の遺跡から出土し当初イノシシと思われていた骨が豚の骨と判明した。古墳時代の遺跡からも豚の骨は出土している。『日本書紀』、『万葉集（萬葉集）』、『古事記』に猪飼、猪甘、猪養などという言葉があり（「猪」は中国ではブタのことを指す）、その当時は日本でも豚の飼育が行われていたことが窺える。
その後、675年に最初の肉食禁止令が出され、天武天皇5年4月1日から9月30日までの間、稚魚の保護と五畜（ウシ、ウマ、ニホンザル、ニワトリ、イヌ）の肉を食べてはいけないとされたが、これに豚は含まれていなかった。戦国時代にキリスト教イエズス会の宣教師たちが、キリシタン大名たちを介して肉食の慣習を日本に持ち込んだため、一時的に豚肉が食べられるようになった。
やがて日本の大部分の地域では豚肉を食べる習慣は廃れ、わずかに薩摩藩と南西諸島では日常的に養豚が行われていた。琉球では17世紀以前は牛肉がその座を占めていたが、羽地朝秀の改革によりウシ食用が禁止され、その後、中国からの冊封使節団を接待するため王府によりブタの大量生産が奨励された事なども相まって、牛肉に代わる存在となっていった。そして、現在の沖縄料理では最も重要な食材となっている。沖縄で飼育されている豚は、1385年に渡来したという、琉球王国時代より続く血統の黒豚「アーグ」が有名。「アグー」または「シマウヮー（“島豚”の意）」とも呼ばれる。瀬戸内海の諸藩では朝鮮通信使のもてなしのため養豚が行われていた。1782年（天明2年）頃、広島に立ち寄った医師橘南谿の「東西遊記」によると、城下町のそこかしこに豚がいるのを見て驚いたと記されている。また、岡山では県内の近世遺跡から猪も豚も出土し、特に豚は岡山城二の丸や城外堀などで出土しており、近世には岡山城周辺では豚が流通していた可能性がある。
一方、薩摩でも、豚肉を用いた薩摩料理が発達した。1827年（文政10年）の佐藤信淵著『経済要録』には、薩摩藩の江戸邸では豚を飼育し、それによって取れた豚肉を町で売っていたという記録が為されている。また、江戸ではももんじ屋などで食べられた。1845年（弘化2年）5月2日の書簡によれば、江戸幕府最後の征夷大将軍・徳川慶喜の父・徳川斉昭宛てに、薩摩藩の島津斉彬から豚肉が送られていたという。そのせいか、慶喜は豚肉を好んで食べており、下々の者たちから「豚一様」と呼ばれていた。「豚一様」とは、「豚肉がお好きな一橋様」の略称である。西郷隆盛も脂身のたっぷりついた豚肉料理が大好物だったという。
新選組も西本願寺駐屯時に、松本良順の勧めで神戸から子豚を持ち込んで養豚し、食べていた。豚の解体は京都木屋町の医者・南部精一の弟子に依頼していた。福澤諭吉著『西洋衣食住』には、大坂にあった緒方洪庵の適塾にて学ぶ塾生たちも豚を食べていたとある。
明治維新以後は日本全土で豚肉が一般に食べられるようになり、夏目漱石の小説『吾輩は猫である』にもそのことに関する記述が見られる。
1916年、東京帝国大学教授である田中宏による『田中式豚肉料理法』が出版されると大正天皇の食事にも豚肉が用いられるようになった。日本においては、地域によらず平均的に食べられている。なお、近畿地方で「肉」と言えば牛肉のことを指し、豚肉は「豚」と呼ばれる事が多い。従って近畿では、豚肉などを使った中華まんのことを「肉まん」とは呼ばず「豚まん」と呼ぶ。
平成初期に8割近かった豚肉の自給率は、輸入品の増加で2017年度（平成29年度）には5割を切っている。輸入元として、冷蔵品は米国とカナダが、冷凍豚肉はスペイン、デンマーク、米国、メキシコが多い。2018年に締結した環太平洋パートナーシップ協定や欧州連合との間の経済連携協定では、関税引き下げの対象品目の一つとなり、アメリカ合衆国からの輸入量が減りカナダ、オーストラリア、EU諸国からの輸入量が増えるといった現象も見られた。

## 食用部位

イギリスでの各部位の呼び方

アメリカ合衆国での各部位の呼び方

豚肉の部位は、社団法人日本食肉格付協会の豚部分肉取引規格における「食肉小売品質基準」では以下のように定められている。
- 豚かた 「うで」「かたロース」及び「かたばら」に細分する。
- 豚ロース
- 豚ばら
- 豚もも 「うちもも」「しんたま」及び「そともも」に細分する。
- 豚ヒレ

法律上は定まっていないが、臓物（もつ）などの以下の部位も広く知られている。
- 豚トロ - 頬下部から首の脂身の肉。
- タン - 舌。牛タンと比べて価格が圧倒的に安いため、牛タンの代用品として好んで食べる人も多い。
- ハツ - 心臓。
- レバー - 肝臓。
- シキン - 食道。
- ナンコツ - 気管や声帯、肺動脈、肺静脈の総称。
- フワ - 肺。
- ハラミ - 横隔膜。
- シビレ - 胸腺と膵臓。
- チレ - 脾臓。
- オッパイ - 乳房。
- マメ - 腎臓。
- ガツ - 胃。英語の"guts"（ガツ：腹、はらわた、消化管を表すgutの複数形）が語源とされる。チートとも呼ばれる。
- モツ、ホルモン - 主に腸を指す。ダルム（ドイツ語で腸を意味する）ともいう。日本ではもっぱら焼肉用の物をホルモン（ホルモン焼き）、煮込み用の物を「もつ」と呼んで区別することが多い。なおホルモンには大腸、小腸、直腸があり、それぞれ味わいや価格は異なる。
  - シロ - 小腸と大腸。
  - テッポウ - 直腸。
- ドテ - 肛門。
- キンツル - 陰茎の筋肉。
- コブクロ - 子宮。
- ホーデン - 睾丸。
- 豚スネ - 足のうち足首から上の部分。
- 豚足 - 足のうち足首から下の部分。前足と後ろ足では大きさ、構造が異なり、味わいもやや異なる。
- 表皮 - 沖縄では豚の頭部の表皮を「チラグヮー」と称し食用にする。耳の皮を使ったミミガーや、皮付きの豚肉を煮込んだラフテーやテビチも良く食べられている。
- 豚耳 - 耳。
- すじ肉 - ロースと背脂の間にある薄い膜。牛すじと違い、市場に出回ることは少ないが、牛すじより匂いが少ないとされる。
- 軟骨 - 見た目はミミガーと似ている。適度な歯ごたえと脂があって美味である。
- 血液 - 中国や東南アジアでは塩を振ることで豆腐状に固めた血を食材として扱う。沖縄では炒めものに利用する。西洋には血のソーセージや血のプディングが存在する。

### 生食の危険性
豚自体が保有している病原体により豚ヘルペスウイルス（オーエスキー病）やトキソプラズマ、E型肝炎などの感染症にかかる恐れがある。さらに、屠畜流通段階においては、カンピロバクター、リステリアほかの食中毒原因菌汚染の可能性がある。後述のSPF豚肉といえども、流通過程で非SPF豚と同じ経路で食肉処理されるため、加熱調理が必要である。また、生食用の豚肉は流通しておらず、流通しているものはすべて加熱用である。
ドイツにはライン川沿岸部で冬によく食べられるメットと言う豚の生赤身挽肉で作った料理がある。獣医師による寄生虫検査が徹底されて流通している肉であるが、日本国内の衛生基準には適合していない。一般的に冷涼なドイツと多湿な日本では細菌の繁殖状況が異なるので、模倣するのは危険である。

#### E型肝炎
一部の料理店では豚のレアステーキや豚のたたきなど生食に近い調理法の料理も供されるようになったが、生レバーなどを介してE型肝炎ウイルスが人体に寄生し、E型肝炎（ウイルス性肝炎）に感染する危険性が高い。豚肉は生食を回避し、十分に熱を通して調理した方が安全である（下記“外部リンク”の項目を参照）。

#### 条虫感染症
豚の筋肉（赤身の部分）は、人を固有宿主としている有鉤条虫の幼虫（有鉤嚢虫）の寄生部位であり、生食すると感染する恐れがある。有鉤条虫に感染した場合、成虫が産卵した虫卵が人の小腸内で孵化し、身体各所に有鉤嚢虫が寄生する人体有鉤嚢虫という状態となることがある。有鉤嚢虫は眼球や脳などにも寄生することがあり、時に重篤な症状を呈することがある。
日本では、沖縄を除いて有鉤条虫は分布していないとされ、発症例は1935年以降確認されていないとしているが、近年は感染例が増加傾向にある。海外での感染や、輸入された豚が有鉤嚢虫に感染している事が原因と考えられている。このような理由から、豚肉は十分な加熱調理を行った上で食することが推奨される。

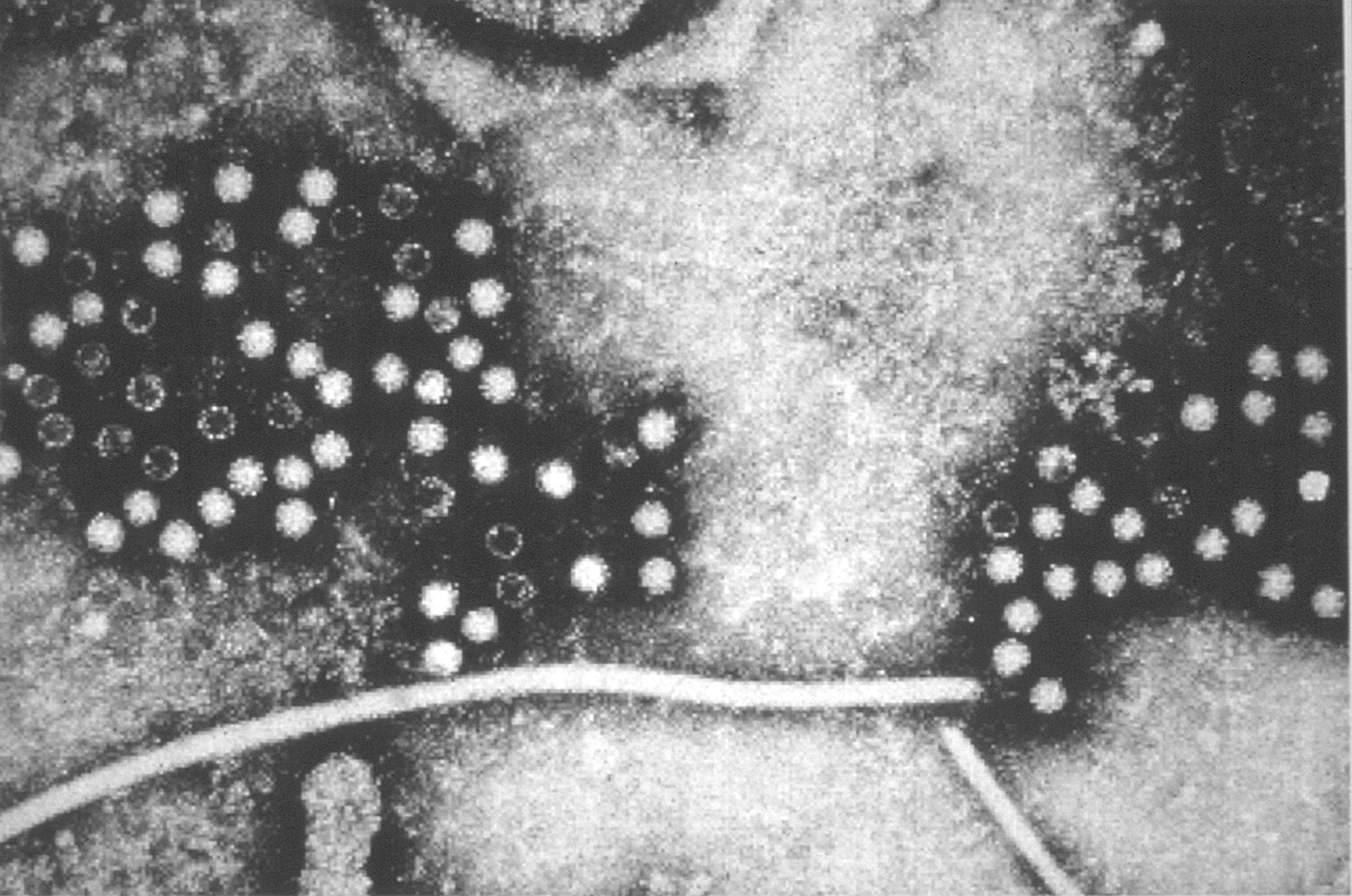
E型肝炎ウイルス
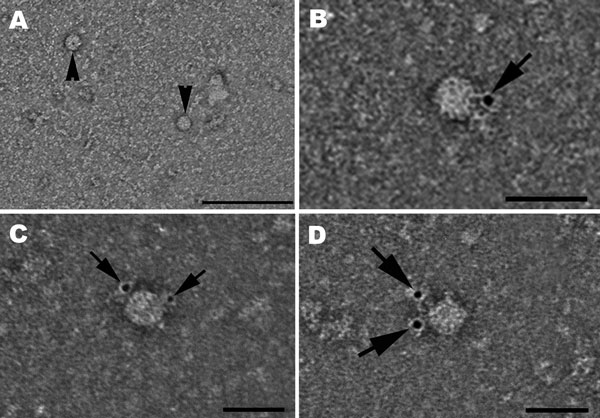
豚レバーソーセージの中のE型肝炎ウイルス
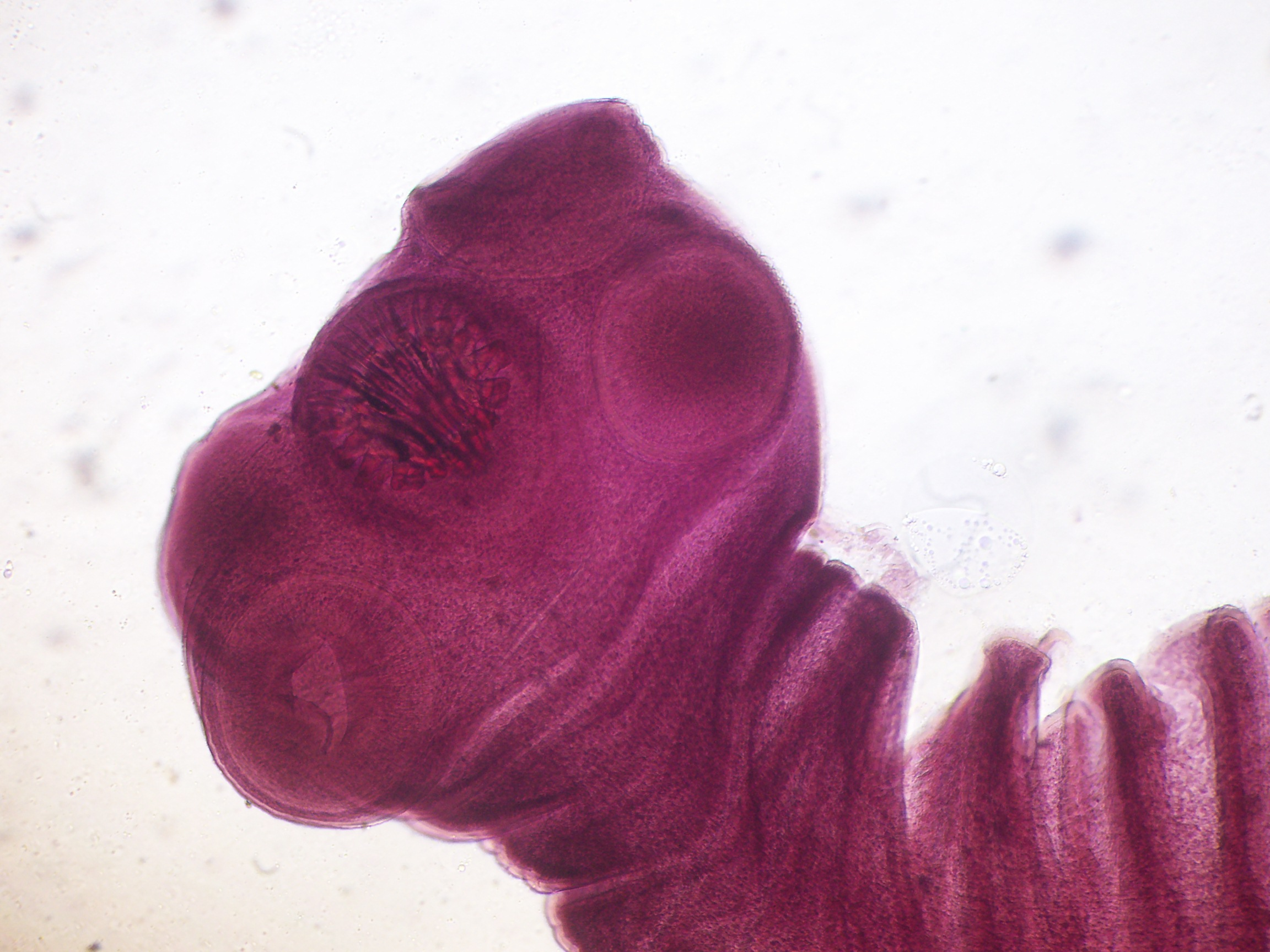
有鉤嚢虫の頭部
嚢虫に寄生された脳髄

#### 生ハム
生ハムについては例外で、非加熱の生豚肉食品としての基準が定められている。
これは塩漬け、乾燥の段階でカンピロバクター菌、E型肝炎ウイルスなど人間にとって有害な病原体が繁殖出来ない環境になるため、非加熱でも問題ないとされている。ただし、生ハムの原材料となる豚は何でもよいというわけではなく、イタリア等では厳しい衛生基準が定められており、徹底した衛生管理の元で飼育された豚のみ使用される。

### SPF豚（健康豚・健全豚）
SPF（Specific Pathogen Free）とは、指定された病原体をもっていないという意味で、「特定疾患不在豚」と訳される。親となる原々種豚生産農場に於いて、無菌室内で帝王切開で取り出した子豚を、保育器で育て、加熱滅菌した餌だけを与える方法を用いて繁殖と飼育を行いSPF豚の親とする。さらに自然分娩で出産した子豚を食肉用のSPF豚として、厳重な防疫体制を取った一般的な普通の豚舎で飼育する。つまり、全ての子豚を帝王切開で取り出しているのではなく、親となる原々種豚農場は帝王切開で取り出し育てているが、食肉用になる一般の子豚は自然分娩で出産し160日程度飼育される。
疾病罹患のストレスのない快適な環境で育てるため、肉質も軟らかく、豚のしゃぶしゃぶや前述した豚のたたきなど加熱処理時間の短い料理用の肉として供される。肉の締まり具合が不足し水っぽい感じがあるとの意見もある。生食をしても問題ないと誤解されているが、E型肝炎感染の恐れは残るため、SPF豚肉といえども加熱調理は必須。日本SPF豚協会が規制している健康を害する菌がいないだけで、特殊な環境で育てられた無菌豚（Germ Free）とは違いがあることに注意。
「日本SPF豚協会」が規制対象にしている5つの病気 。
- マイコプラズマ肺炎、トキソプラズマ感染症、萎縮性鼻炎、豚赤痢、オーエスキー病（豚ヘルペス）

### ムレ肉、フケ肉（PSE）
低品質な肉質として組織の肉色が淡く（Pale）、軟弱で（Soft）、水っぽい（Exudative）豚肉のことをフケ肉あるいはムレ肉、または英語の頭文字を取って PSE と総称する。

## 豚肉のタブー
世界には豚肉の食用を禁じる宗教がいくつかある。古代メソポタミアでは豚は卑しい物とされていたが、食べることは禁じられておらず、普通に食されていた。
古代エジプトでは、豚と牡山羊は不浄な物として、神殿に生贄として持ち込むことが禁じられていた。しかし庶民は気にせず食べており、養豚も行われていた。
ユダヤ教ではカシュルートにより豚肉の食用が禁じられているほか、イスラム教では豚は不浄なものであるとされ、食のタブー（ハラーム）として食用が禁じられている。そのため、中東のイスラム諸国はもとより、中国やシンガポール、マレーシア、インドネシアなどムスリムの人口が多い国や都市では、ムスリム向けに豚肉を一切料理に使用していないこと、ラードや豚骨スープ等の豚に由来する成分なども使用していないこと、そして豚以外の肉でも所定の手続きを踏んで屠殺したものであることの3箇条を示す「ハラール（Halal）」という証明書の取得と表示が料理店に対し義務付けられている。マクドナルドやケンタッキーフライドチキンなどの外資系ファーストフード店にも表示が義務付けられており、さらには現地で販売されているスナック菓子などにも、表示が付けられているのを見ることができる。豚を巡っては、イスラームの影響の強いインドネシアで味の素の一部生産工程（豚から作られた酵素を使用する。使用された酵素は製品には入っていない）を巡って騒ぎとなったこともある。
このような宗教的な事情から、多国籍（多宗教）の乗客の利用が想定される国際線の機内食では、基本的に豚肉は使っておらず、さらに特別な儀式で加工・調理されたイスラム食やユダヤ食もリクエストにより提供されている。

イスラームに関して言えば、豚肉を食することを禁じる以前に、イスラームの方法で屠殺されていない哺乳類や鳥類の肉の食用は全て禁じられている。厳格なムスリムは豚肉に限らず出所の不明な哺乳類や鳥類の肉は一切口にしない。豚肉以外の、牛肉や鶏肉ならイスラームの方法で屠殺されていないものでも食べるというムスリムも少なくないが、イスラーム法の観点では禁じられている行為である。
そのため、豚肉の食を忌避するのは宗教上の理由よりも（日本人が犬や猫を食べない、食べたいとも思わないのと同様）文化的嗜好の問題ともいえる。ただ、豚肉を食べる事を忌避する以上、イスラームの方法で屠殺された豚肉は存在しないので、結果として豚肉を食べる事は禁忌となる。クルアーンなどにおいて特に豚肉と、それ以外に禁じられているものの間に優先順位などは述べられていない。
またイスラーム法においては、飲酒などとは異なり、豚肉などの禁じられた食物を食べることには特に罰則は設けられていない。従って、何らかの事情で、禁じられた食物を食べる以外に術の無い状況での食利用は許されている。イスラム教徒が多数派でありながら、イスラーム法の適用が厳格ではないインドネシアにおいては、慢性的に食糧事情に恵まれない、非イスラム教徒の山岳少数民族に対し、むしろ豚を飼育してそれを食料に充てる事を奨励しているほどである。
また、ユダヤ教でも緊急の場合であれば豚肉を食する事を認めている。そのため現代のイスラエル国防軍では、豚肉を糧食として用いている。ただし、その場合は必ず専用の食器を用いて、使用後は全て破棄する事とされている。